# Ясенівська сільська рада (Ставищенський район)
| Ясенівська сільська рада — колишній орган місцевого самоврядування у Ставищенському районі Київської області з адміністративним центром у с. Ясенівка. Історична дата утворення: 20 липня 1994 року. рішення Ясенівської сільської ради від 11.02.2016 р. №34 Стара назва Нова назва вул.Леніна вул.Миру вул.Комсомольська вул.Незалежності вул.Піонерська вул.Шкільна вул.Червоноармійська вул.Польова Сільській раді підпорядковані населені пункти: - с. Ясенівка |

## Склад ради
Рада складається з 14 депутатів та голови.

### Керівний склад ради
| ПІБ                      | Основні відомості                                            | Дата обрання | Дата звільнення |
| ------------------------ | ------------------------------------------------------------ | ------------ | --------------- |
| Мацова Василь Васильович | Сільський голова, 1974 року народження, освіта, безпартійний | 26.03.2006   | 31.10.2010      |

Примітка: таблиця складена за даними джерела